# Anguidae
Famille
Les Anguidae sont une famille de sauriens. Elle a été créée par John Edward Gray en 1825.

## Étymologie
Le terme Anguidae dérive du nom du genre Anguis avec une terminaison -dae utilisée pour les familles.

## Description
La plupart de ces lézards sont dépourvus de pattes ou bien ont des pattes réduites ou semi-atrophiées.
Ils peuvent être de taille variée, allant d'environ 5 cm jusqu'à un peu plus d'un mètre (queue comprise). Ils sont diurnes, principalement terrestres bien que quelques espèces soient arboricoles et aient même une queue préhensile (genre Abronia). Ils sont carnivores et consomment selon les genres divers petits batraciens, insectes et autres petits animaux. 
Ce sont des vivipares ou des ovovivipares selon les espèces.

## Répartition
Les espèces de cette famille se rencontrent en Amérique, en Asie, en Europe et en Afrique du Nord.

## Liste des genres
Selon The Reptile Database (28 avril 2014) :
- sous-famille des Anguinae Gray, 1825 -- Orvets (4 genres, 16 espèces) Amérique du Nord, Eurasie, Maghreb ;
  - genre Anguis Linnaeus, 1758 
  - genre Dopasia Gray, 1853
  - genre Ophisaurus Daudin, 1803 
  - genre Pseudopus Merrem, 1820
- sous-famille des Gerrhonotinae McDowell & Bogert, 1954 (6 genres, 48 espèces) Amérique du Nord et Amérique centrale ;
  - genre Abronia Gray, 1838  
  - genre Barisia Gray, 1838 
  - genre Coloptychon Tihen, 1949
  - genre Elgaria Gray, 1838 
  - genre Gerrhonotus Wiegmann, 1828 
  - genre Mesaspis Cope, 1877

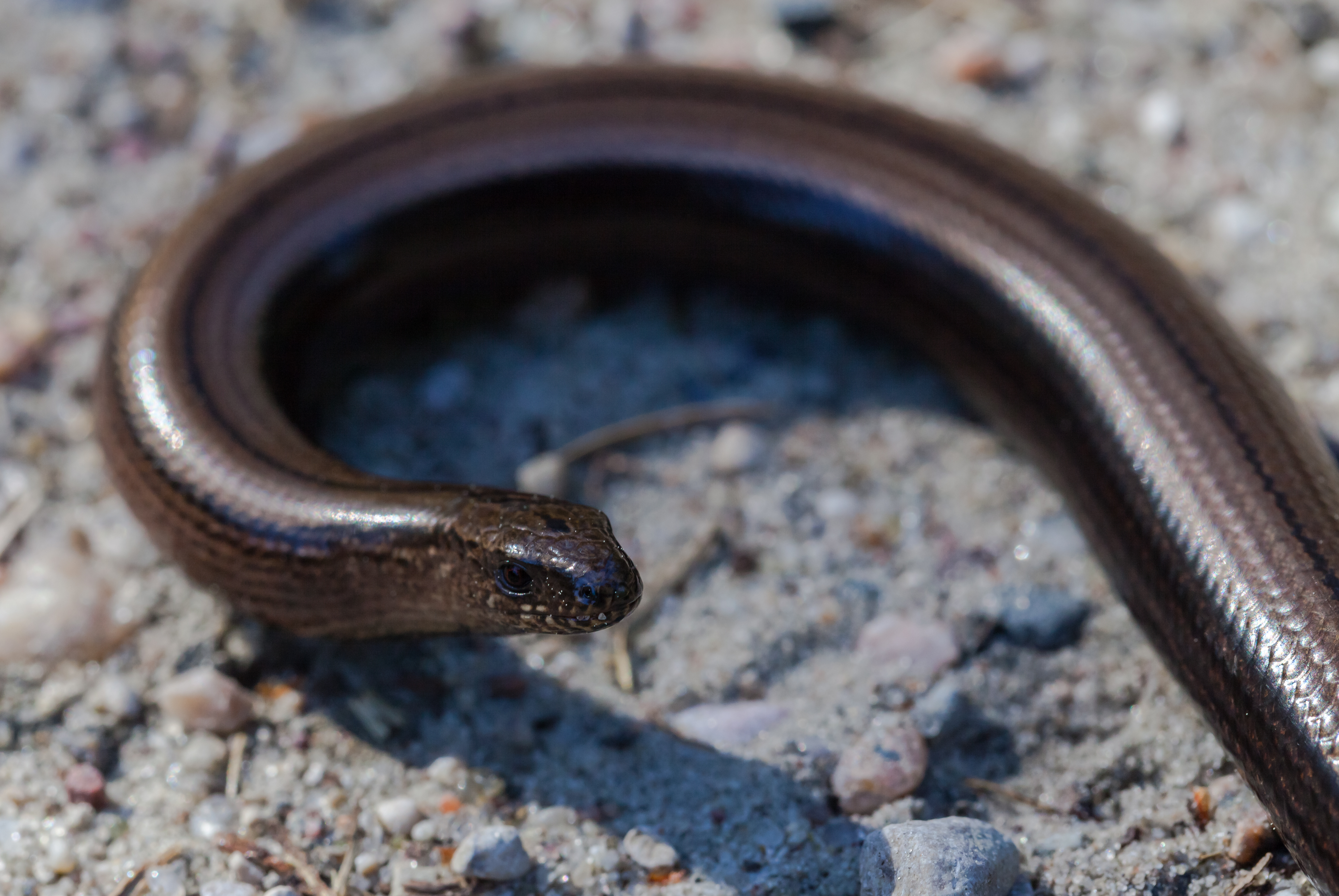
Anguis fragilis
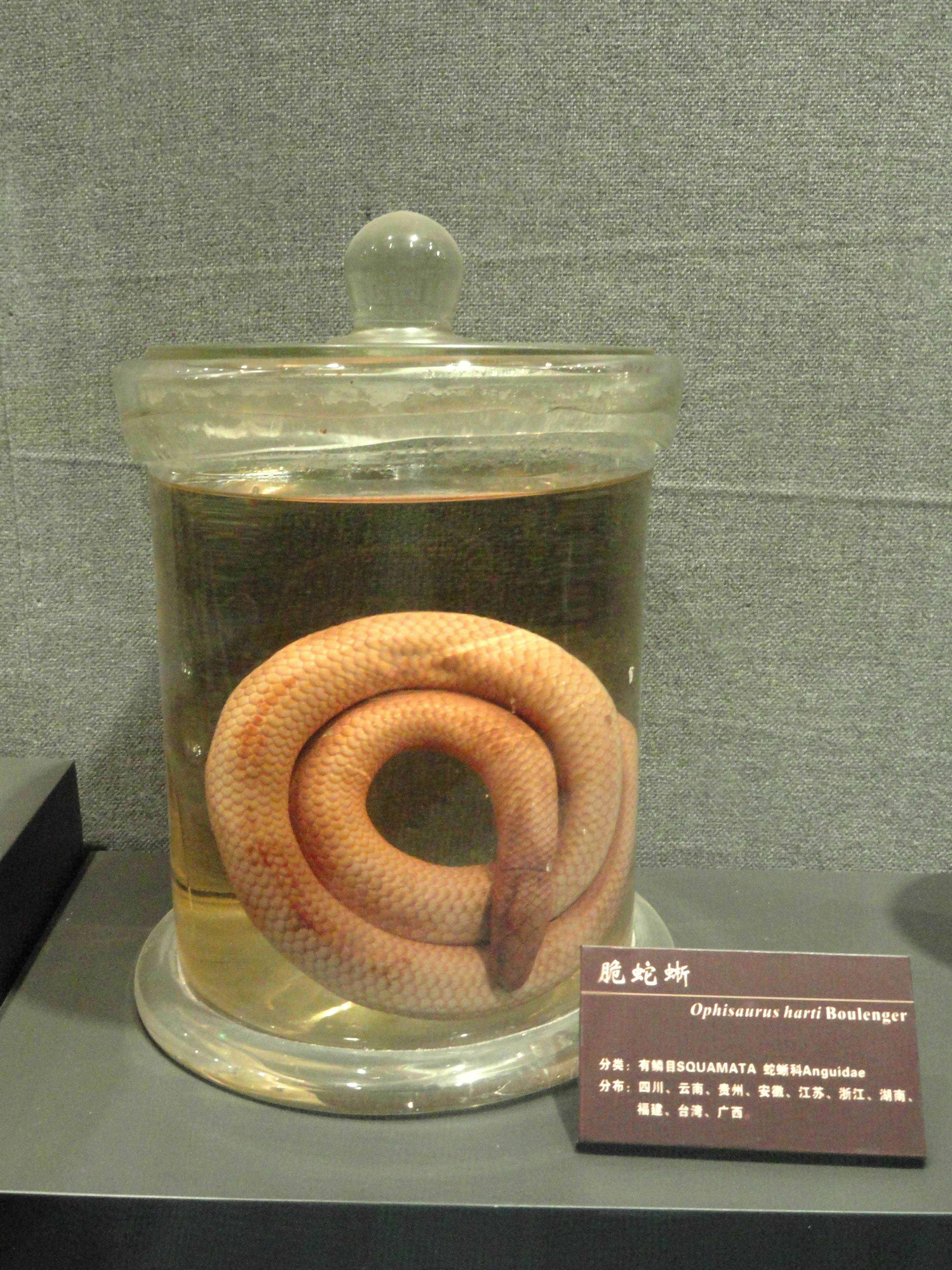
Dopasia harti
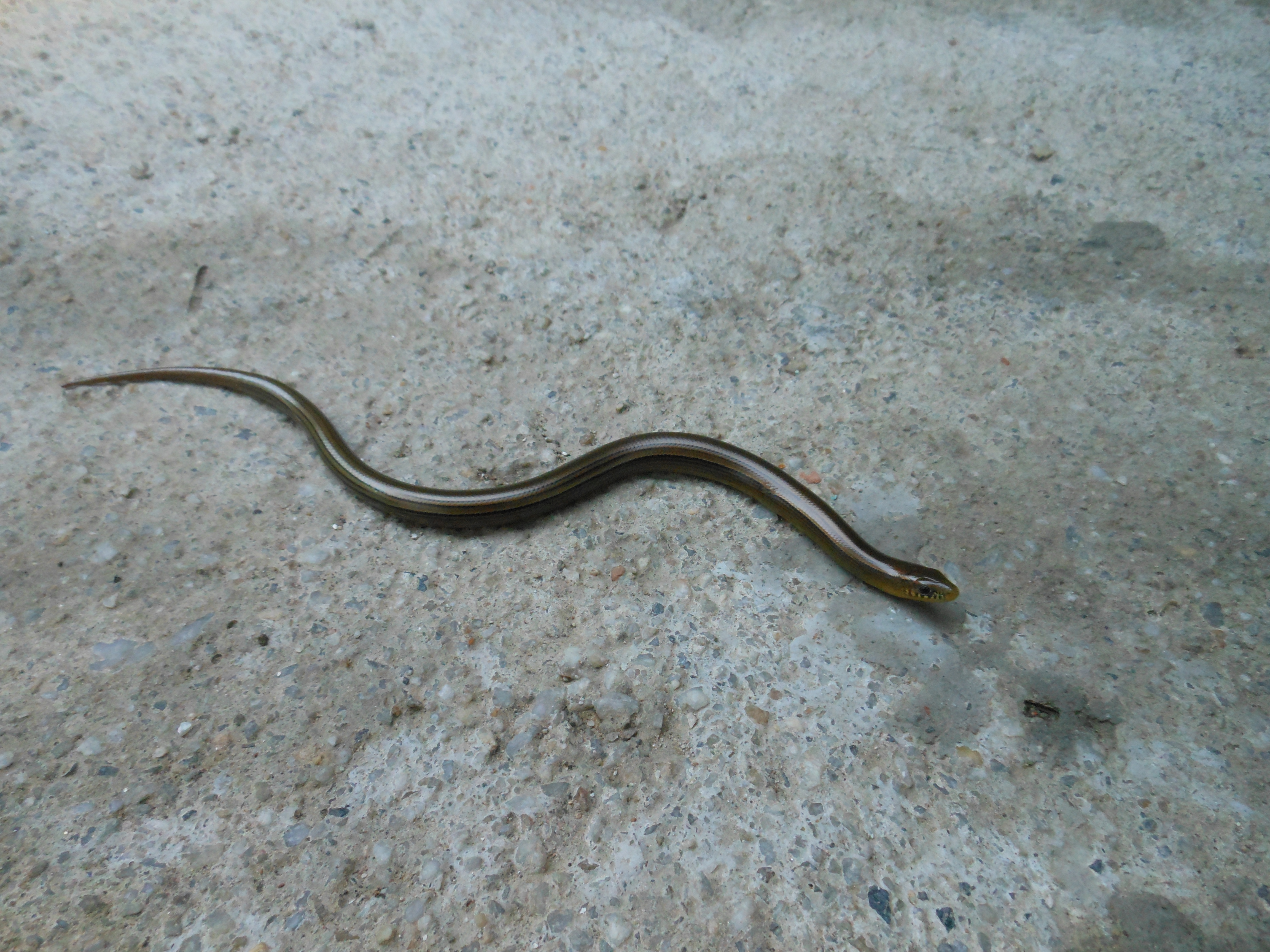
Ophiodes sp.
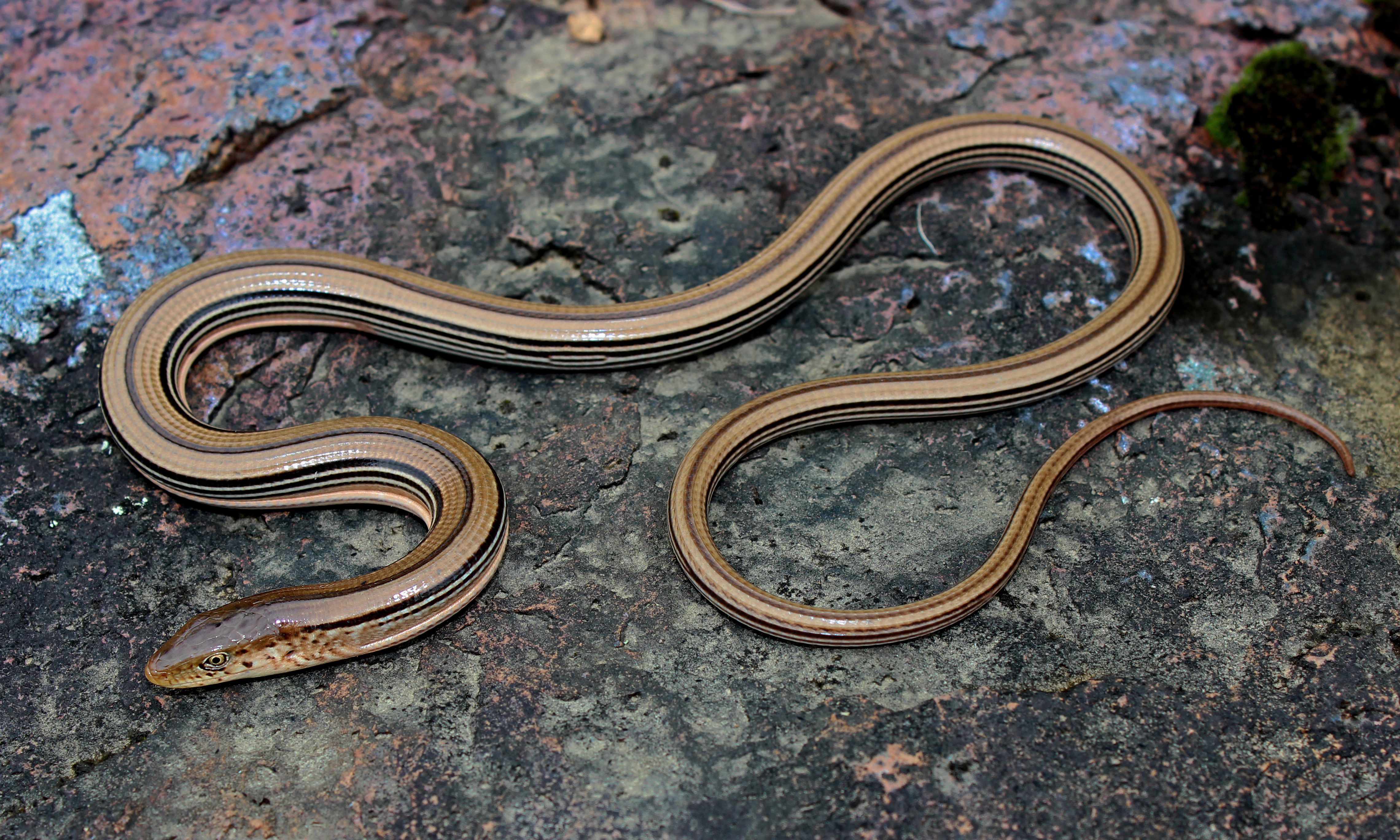
Ophisaurus attenuatus
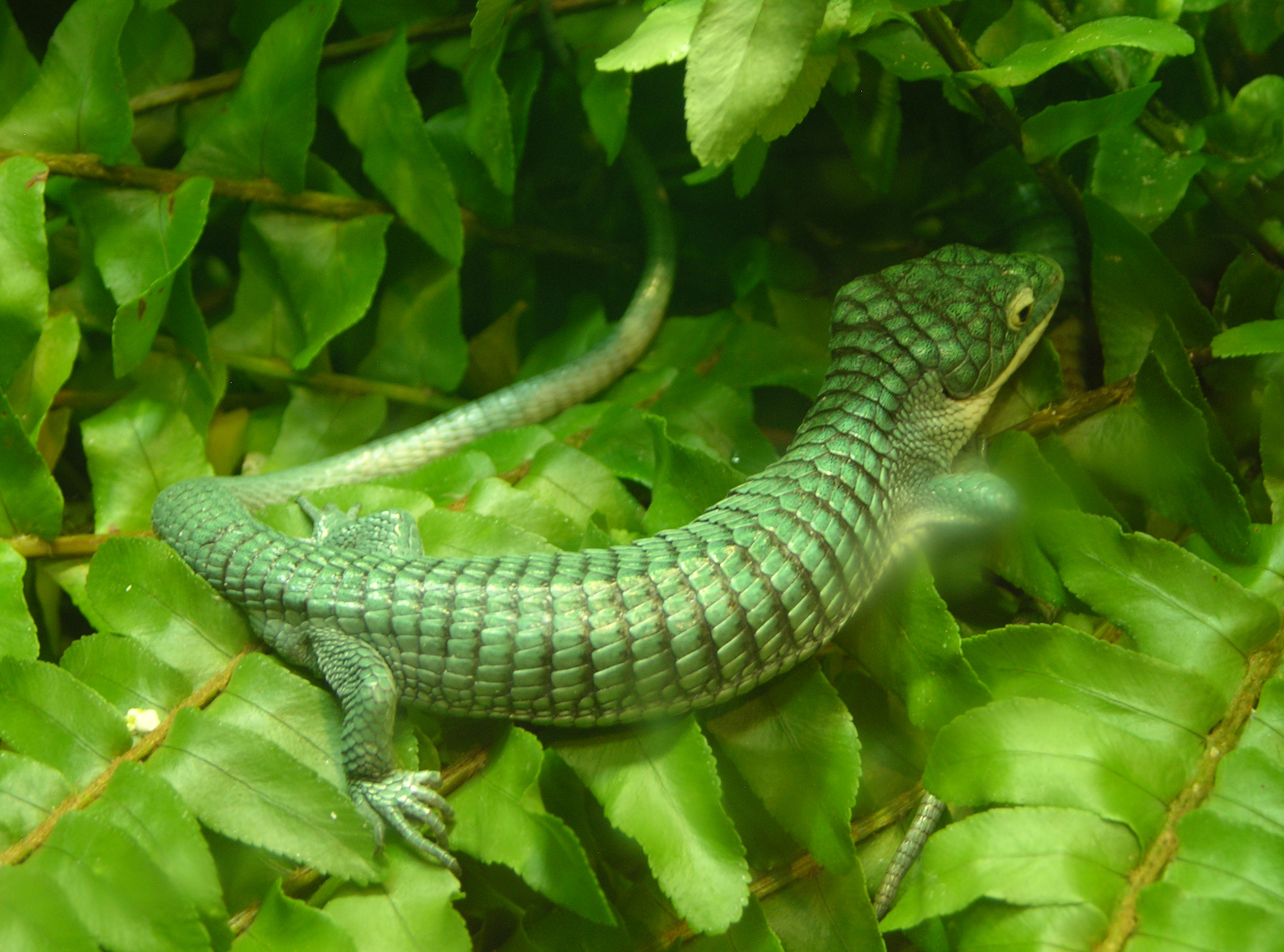
Abronia graminea
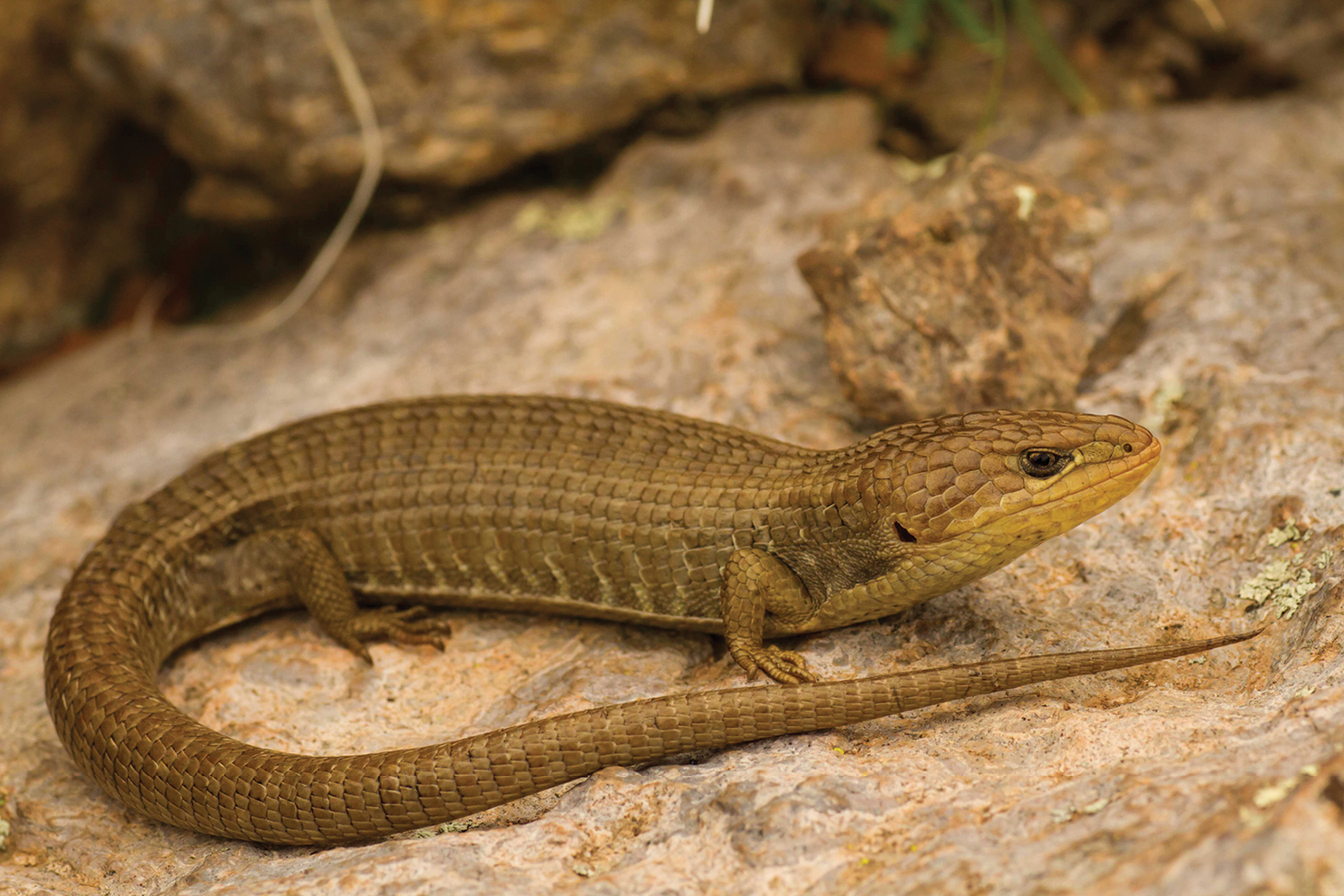
Barisia levicollis
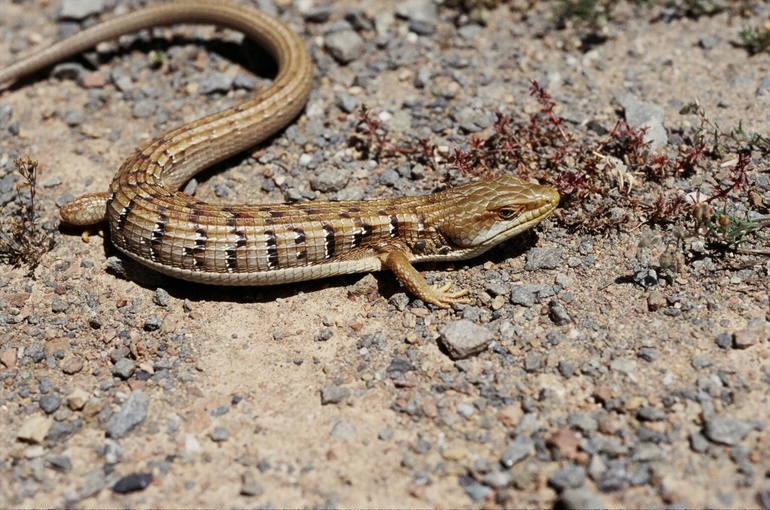
Elgaria multicarinata
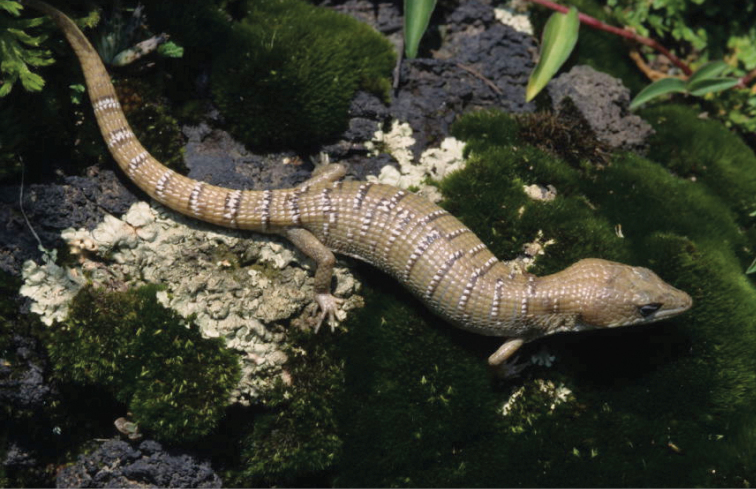
Gerrhonotus lugoi
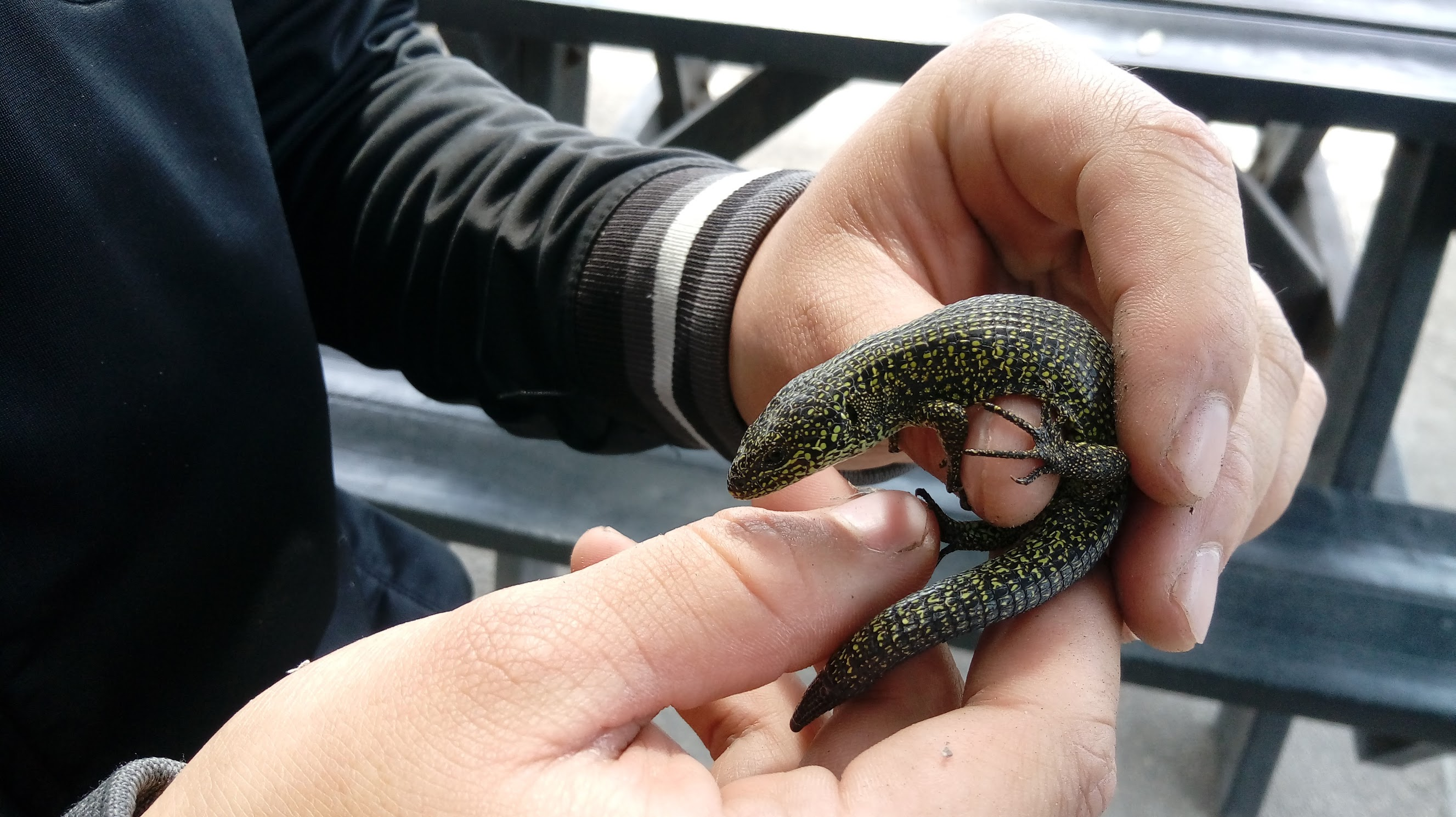
Mesaspis monticola

Les Diploglossinae (Celestus, Diploglossus et Ophiodes) ont été élevés au rang de famille. Ces 3 genres comportent 50 espèces présentes en Amérique centrale, aux Antilles et dans le centre de l'Amérique du Sud.

## Espèces européennes
En Europe, seulement 2 genres et 5 espèces sont présents.
- Anguis cephallonica Werner 1994 ; Sud de la Grèce
- Anguis colchica Nordmann, 1840 ; Europe centrale et de l'Est, Russie, Nord de la Turquie, Caucase, Iran
- Anguis fragilis Linnaeus, 1758, l'Orvet commun ; Europe occidentale (seul lézard sans pattes de France)
- Anguis graeca Bedriaga, 1881 ; Grèce, ex-Yougoslavie
- Pseudopus apodus Pallas, 1775 ; Pourtours de la Mer Noire et de la Mer Caspienne, Balkans et Moyen-Orient

## Publication originale
- Gray, 1825 : A synopsis of the genera of reptiles and Amphibia, with a description of some new species. Annals of Philosophy, London, sér. 2, vol. 10, p. 193–217 (texte intégral).